# Konopiszcze

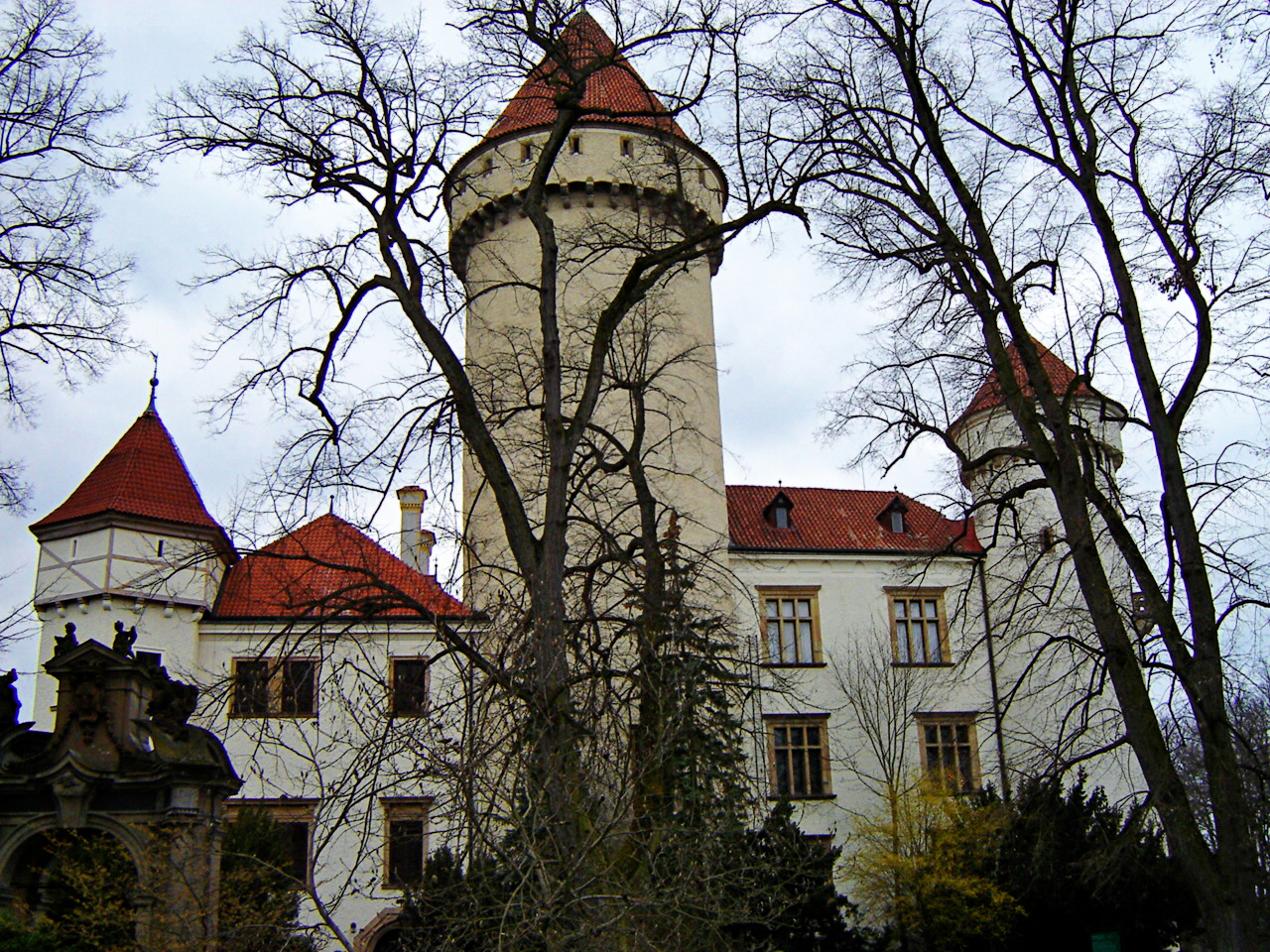
Zamek Konopiszcze od strony bramy głównej

Konopiszcze, Konopiszt (cz. Konopiště, niem. Konopischt) – zamek w środkowych Czechach, położony około 50 km na południowy wschód od Pragi. Jego najbardziej znanym właścicielem był arcyksiążę Franciszek Ferdynand, następca tronu Austro-Węgier, zamordowany w Sarajewie w 1914.
Zamek wybudowano po 1294 roku, a decyzję o jego budowie wydał przypuszczalnie praski biskup Tobiáš z Benešova. Obiekt był bardzo nowoczesny na owe czasy i wzorowany na zamkach francuskich, dlatego istnieją dyskusje czy budowa nie była inicjatywą króla Przemysła Ottokara II. Była to budowla w stylu gotyckim z dwoma cylindrycznymi wieżami, fosą, czterema bramami wjazdowymi i mostem zwodzonym. Po wygaśnięciu rodu Benešoviczów w 1327 roku twierdza przeszła na kolejne 275 lat w ręce rodu Sternbergów. Pod koniec XV wieku ród ten przeprowadził pierwszą większą przebudowę obiektu.
W czasie wojny trzydziestoletniej dziedzicem zamku został Albrecht von Wallenstein.
W XVII wieku ponownie przebudowała go czeska rodzina arystokratyczna Sternbernków (Sternberg). Następnie w XVIII wieku wygląd zewnętrzny uległ przebudowie w stylu barokowym na polecenie kolejnego czeskiego rodu – von Vrtba (czes. Vrtbové lub z Vrtby).
W 1887 Franciszek Lobkowitz sprzedał zamek za 6 mln guldenów Franciszkowi Ferdynandowi, który w latach 1889-1894 przeprowadził gruntowną renowację obiektu, rozbierając zarazem przylegający browar, cukrownię i gospodę. Ponieważ arcyksiążę miał w przyszłości zostać cesarzem Austrii i królem Węgier, przebudowa miała na celu przygotowanie zamku na przyszłą rezydencję cesarską, w której mógłby przebywać częściej niż w niechętnym mu Wiedniu. Prace renowacyjne i budowlane właściwie nigdy się nie zakończyły. Na przełomie XIX i XX wieku Konopiszcze było najnowocześniejszym zamkiem w Europie – z instalacją elektryczną, windą sięgającą III piętra, łazienkami wyposażonymi w ciepłą i zimną wodę, centralnym ogrzewaniem. Pod względem zaawansowania technicznego, inne cesarskie rezydencje – Hofburg oraz Schönbrunn – stały daleko w tyle. Przebudowę zamku przerwała dopiero tragiczna śmierć arcyksięcia, który wraz z małżonką, Zofią von Chotek, został zamordowany w Sarajewie przez serbskich terrorystów.
Równocześnie z modernizacją zamku powstał 250-hektarowy park, wzorowany na należącym do hrabiego Sylva-Taroucca parku w Pruhonicach.
Po rozpadzie monarchii Habsburgów w 1921 zamek przejęło państwo czechosłowackie. Podczas II wojny światowej stacjonowały w zamku jednostki SS, ale nie doszło do większych zniszczeń i grabieży wyposażenia budowli.
Obecnie w zamku znajduje się muzeum, licznie odwiedzane przez turystów. W środku można podziwiać tysiące trofeów łowieckich arcyksięcia, prywatne oraz reprezentacyjne pokoje, a także pamiątki zamachu sarajewskiego.
Najbliższa miejscowość to Benešov – w mieście arcyksiążę rozkazał wybudować luksusową (cesarską) poczekalnię na dworcu kolejowym, aby jego znakomici goście (m.in. Franciszek Józef I oraz Wilhelm II) mogli w godnych siebie warunkach oczekiwać na pociąg.